# Haricot ailé
Psophocarpus tetragonolobus
Pour les articles homonymes, voir Pois (homonymie).
Espèce
Classification phylogénétique
Le pois carré, ou haricot ailé (Psophocarpus tetragonolobus), est une espèce de plantes à fleurs de la famille des Fabaceae, originaire de  Papouasie-Nouvelle-Guinée. Elle pousse abondamment dans les zones équatoriales chaudes et humides, des Philippines et l'Indonésie à l'Inde, la Birmanie et le Sri Lanka. Elle se plaît dans les régions tropicales humides à pluviosité élevée.
On le rencontre également sur les marchés du sud-est asiatique comme au  Cambodge, où il est appelé ប្រពាយ (prêpiey) et ຖົ່ວພູ (thoua phou) au Laos. En chine, il est appelé lóngdòu (龙豆)[réf. nécessaire]. On le connaît aussi sous le nom français de « haricot dragon ».

## Description générale

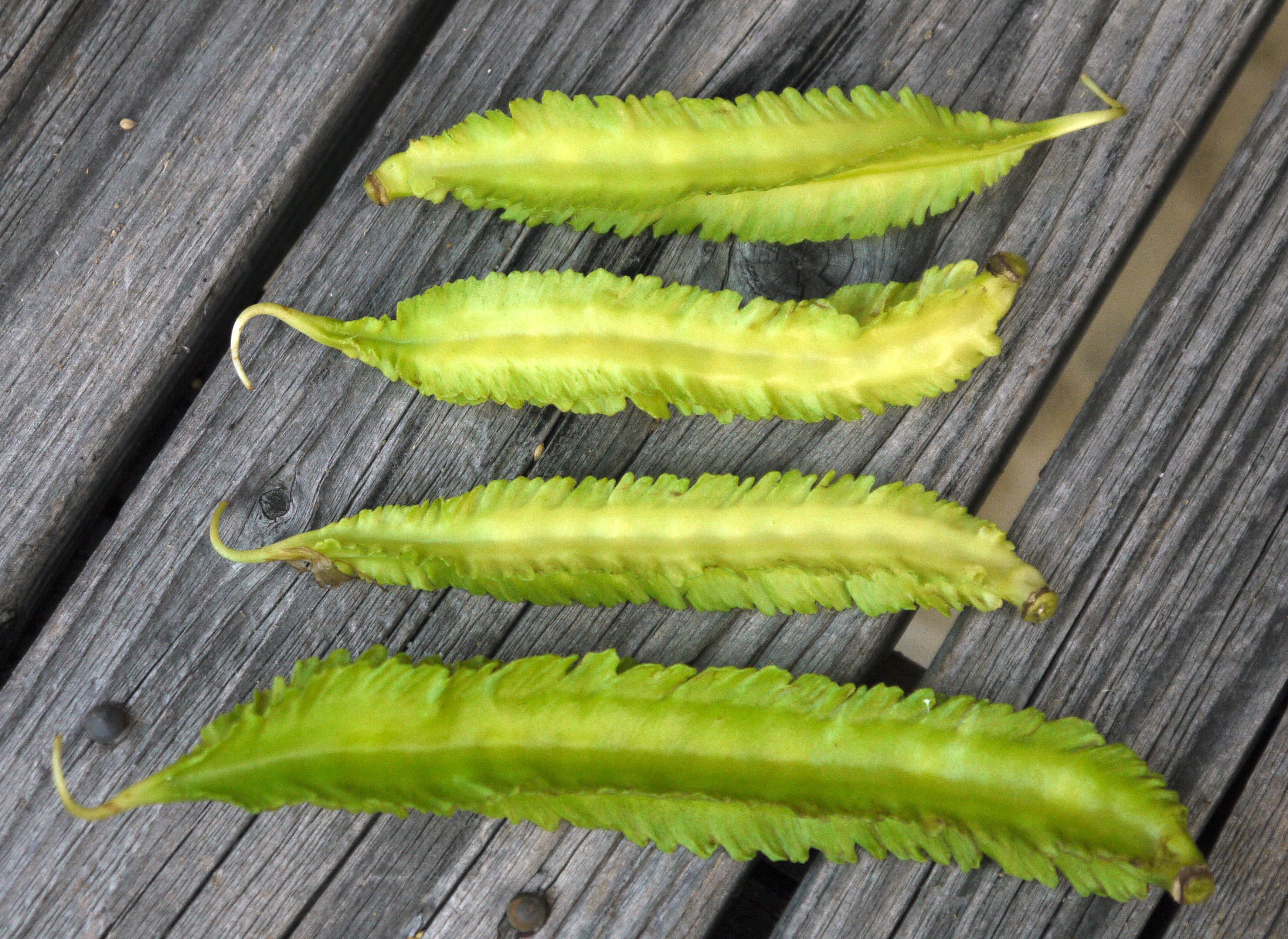
Gousse de pois carré.

Le pois carré a le port d'une plante grimpante pouvant atteindre trois à quatre mètres de haut. C'est une plante vivace herbacée, qui peut être cultivée comme une plante annuelle. Elle est généralement plus haute et plus grande que le haricot commun. Les gousses ont en moyenne de 15 à 22 cm de long et sont munies de quatre ailes proéminentes aux bords dentés courant sur toute la longueur. La peau est cireuse et la chair partiellement translucide chez les jeunes gousses. Quand la gousse est complètement mûre, elle prend une couleur brun cendré et s'ouvre pour libérer les graines. Les grandes fleurs sont bleu pâle. Les graines elles-mêmes ressemblent à celles du soja par leur contenu nutritionnel (de 29,8 % à 39 % de protéines ; environ 20 % de lipides) et ont les mêmes usages.
Cette plante est l'une des meilleures plantes fixatrices de l'azote grâce à la nodulation accomplie par des bactéries du sol, les Rhizobium. Du fait de cette capacité à fixer l'azote de l'air, la plante requiert très peu d'engrais.
Cette plante d'origine tropicale est très sensible au gel. Elle ne fleurit pas si la durée du jour dépasse douze heures. Les graines ont un tégument coriace et il est utile de prétremper les graines avant de les semer pour hâter la germination. La plante croît très rapidement, atteignant une hauteur de quatre mètres en quelques semaines.

## Utilisation
Cette légumineuse a été appelée le « one species supermarket » parce que pratiquement toutes ses parties sont comestibles. Les graines sont utilisées comme légume, mais les autres parties de la plante (feuilles, fleurs, et racines tubéreuses) sont également comestibles. Les jeunes gousses, qui sont la partie de la plante la plus largement consommée, peuvent être récoltées deux à trois mois après le semis. Les fleurs sont souvent utilisées pour colorer le riz et les pâtisseries. Les graines ont un goût qui évoque celui des asperges. Les jeunes feuilles peuvent être cueillies et préparées comme légumes-feuilles, à la manière de l'épinard. Les racines peuvent être préparées comme des légumes-racines, à la manière des  pommes de terre, et ont un goût de noisette ; elles sont beaucoup plus riches en protéines que les pommes de terre. Les graines sèches peuvent être transformées en farine ou servir à préparer un ersatz de café. Toutes les parties du pois carré sont une source de vitamine A et d'autres vitamines.
Au Cambodge, le « haricot dragon » est utilisé dans la composition de certaines soupes ou sauté avec du porc.